# منطقه مجینی مغربی

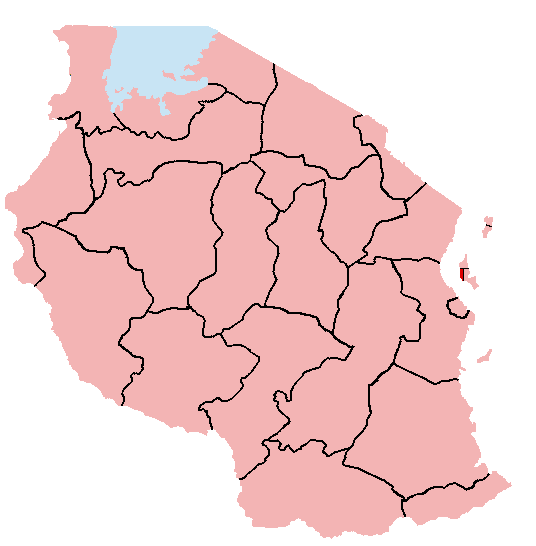
موقعیت استان زنگبار شهری غربی درنقشه تانزانیا

منطقه مجینی مغاریبی (به انگلیسی: Mjini Magharibi Region) (یا منطقه شهری/غربی زنگبار) یکی از مناطق کشور تانزانیا می‌باشد و شهر مرکزی آن شهر زنگبار نام دارد . 
برپایه نتایج سرشماری عمومی نفوس و مسکن که در سال ۲۰۰۲ توسط دولت تانزانیا انجام شد جمعیت این استان بالغ بر ۳۹۱٬۰۰۲ نفر اعلام شده است . 

## شهرستانها
استان زنگبار شهری غربی به لحاظ اداری و مدیریتی به دو شهرستان تقسیم شده است . شهرستانهای :
- شهرستان زنگبار
- شهرستان زنگبار غربی

## شهرستان زنگبار
- زنگبار
- استان زنگبارمرکزی-جنوبی
- استان زنگبار شمالی
- شهرستان زنگبار